# Lieja-Bastoña-Lieja 1984
La Lieja-Bastogne-Lieja 1984 fue la 70.ª edición de la clásica ciclista Lieja-Bastoña-Lieja. La carrera se disputó el domingo 15 de abril de 1984, sobre un recorrido de 246 km. 
El vencedor final fue el irlandés 'Sean Kelly (Skil-Sem), que se impuso al australiano Phil Anderson (Panasonic-Raleigh) y al estadounidense Greg LeMond (Renault-Elf), segundo y tercero respectivamente. 

## Clasificación final
| Posición | Ciclista           | Equipo                          | Tiempo     |
| -------- | ------------------ | ------------------------------- | ---------- |
| 1        | Sean Kelly         | Skil-Sem                        | 6h 47' 31" |
| 2        | Phil Anderson      | Panasonic-Raleigh               | m. t.      |
| 3        | Greg LeMond        | Renault-Elf                     | m. t.      |
| 4        | Steven Rooks       | Panasonic-Raleigh               | m. t.      |
| 5        | Acácio da Silva    | Malvor-Bottecchia-Vaporella     | m. t.      |
| 6        | Marc Madiot        | Renault-Elf                     | m. t.      |
| 7        | Claude Criquielion | Splendor-Mondial Moquettes-Marc | + 3"       |
| 8        | Laurent Fignon     | Renault-Elf                     | m. t.      |
| 9        | Joop Zoetemelk     | Kwantum Hallen-Yoko             | m. t.      |
| 10       | Pascal Jules       | Renault-Elf                     | + 1'42"    |